# Піше орієнтування
Пішне орієнтування (зазвичай його називають просто орієнтуванням на місцевості або скорочено FootO) є найстарішим формальним видом спорту зі спортивного орієнтування, який має найбільше «стартів» на рік. Зазвичай FootO — це гонка на час, у якій учасники стартують із розрізненими інтервалами, хронометрується індивідуально, і очікується, що всі навігаційні рухи виконуватимуть самостійно. Контрольні пункти зображені на карті спортивного орієнтування і відвідуються у визначеному порядку. Позиція визначається спочатку за успішним проходженням дистанції, а потім за найменшим часом на дистанції.
FootO є однією з чотирьох дисциплін спортивного орієнтування, якими керує Міжнародна федерація спортивного орієнтування.

## Історія
Історія спортивного орієнтування почалася в кінці 19 століття в Швеції. Сам термін «орієнтування» вперше був використаний у 1886 році і означав перетин невідомої землі за допомогою карти та компаса. Перші змагання зі спортивного орієнтування, відкриті для публіки, були проведені в Норвегії в 1897 році. Значні дати для країн-членів IOF наведено нижче.
|              | First public event | National body founded | First national championships   | First international event        | Other |
| ------------ | --- | --------------------- | ------------------------------ | -------------------------------- | ----- |
| Norway       | 1897 | 1945 (NOF)            | 1937 (Årnes/Kongsvinger)       | 1932 (Slora, Sørkedalen)         |       |
| Sweden       | 1901 | (SOFT) see below      | 1935 (Skinnskatteberg) or 1937 |                                  |       |
|              | The first Swedish national body was formed in 1935, [or 1936] to co-ordinate both foot and ski orienteering. In 1938 SOFT took over the sport for all foot races. |                       |                                |                                  |       |
| Finland      | 1923 (1904 ski orienteering) | 1935                  | 1935 (Vihti)                   |                                  |       |
| Estonia      | 1926 (Pirita) | 1959                  | 1959 (Nelijärve)               | 1973 (1969 ski orienteering)     |       |
| Australia    | | 1970 (OA)             |                                | 1985 (Bendigo)                   |       |
| Canada       | | 1967 (COF)            | 1968 (Gatineau Park)           | 1976?                            |       |
| India        | | (OFI)                 |                                |                                  |       |
| Ireland      | 1969 | (IOA)                 | 1975                           |                                  |       |
| Italy        | 1976 (Ronzone) | 1986 (FISO)           | 1986                           | 1993 (Kastelruth – JWOC)         |       |
| New Zealand  | | (NZOF)                |                                |                                  |       |
| South Africa | 1981? | (SAOF)                |                                |                                  |       |
| UK           | 1962 | 1967 (BOF)            | 1967 (Hamsterley Forest)       | 1976 (Darnaway Forest)           |       |
| US           | 1967 (Valley Forge, PA) | 1971 (USOF)           | 1970 (Southern Illinois)       | 1986 (Hudson Valley – World Cup) |       |
| Russia/USSR  | 1959 (Leningrad) | 1961                  | 1963 (Uzgorod)                 |                                  |       |

## Формати
Офіційні формати Чемпіонатів світу зі спортивного орієнтування, за якими слідує більшість регіональних та національних чемпіонатів, включають наступне:

### Далека відстань
Довгі дистанційні змагання, раніше відомі як класичні, є найтривалішими та найскладнішими індивідуальними випробуваннями. Вони проходять у лісовій місцевості з передбачуваним часом переможця 90–100 хвилин для чоловіків і 70–80 хвилин для жінок. Маршрути розробляються таким чином, щоб забезпечити значний фізичний виклик, широкий вибір шляхів руху та різноманітний рівень технічної складності.

### Середня дистанція
Змагання на середні дистанції, які раніше називалися змаганнями на короткі дистанції, є відносно коротшими змаганнями, що проводяться в лісі, з очікуваним часом перемоги 30–35 хвилин на технічно складній місцевості.

### Спринт
Змагання зі спринту – це швидкісні змагання, що проводяться в міських умовах, технічно нескладні, але складні з вибором маршруту. Очікуваний час виграшу 12–15 хвилин.

### Естафета
Естафета, що складається з команд з 3 учасників, є змаганням з масового старту, де різні бігуни розділяються за допомогою розгалужень. Порядок фінішування визначається безпосередньо на фініші.

### Спринтерська естафета
Спринтерська естафета проводиться командами з 4 осіб, де першою та останньою повинні бути жінки, у міській місцевості з масовим стартом та розгалуженням. Це захоплююча та телевізійна подія, де бігуни змагаються один до одного на високій швидкості.

### Нокаут-спринт
Нокаут-спринт (КО-Спринт) — це новий формат міського орієнтування, який включено до міжнародних змагань. Він розпочинається з короткої кваліфікаційної гонки тривалістю приблизно 10–12 хвилин, яка визначає стартові позиції для серії дуже коротких гонок на вибування з масовим стартом, тривалістю 6–8 хвилин. У гонках на вибування зазвичай беруть участь шість бігунів, з яких два або три найшвидші проходять у наступний раунд. Формат може включати гафлінг (розділення маршрутів), петлі або вибір маршруту самим бігуном. Як і спринтерська естафета, цей формат відзначається високою інтенсивністю, підходить для телевізійних трансляцій, а етапи вибування проводяться швидко один за одним.

## Події IOF

### Чемпіонати світу
Чемпіонат світу зі спортивного орієнтування проводиться щорічно. Станом на  2022, Європа домінувала.

## Міжнародні чемпіонати
- Чемпіонат світу зі спортивного орієнтування